# Грем'яченська сільська рада
Грем'яченська сільська рада — адміністративно-територіальна одиниця та орган місцевого самоврядування у Ківерцівському районі Волинської області з адміністративним центром у с. Грем'яче.

## Населені пункти
Сільській раді підпорядковані населені пункти:
- с. Грем'яче
- с. Скреготівка
- с. Яківці

## Населення
Згідно з переписом УРСР 1989 року чисельність наявного населення сільської ради становила 1246 осіб, з яких 602 чоловіки та 644 жінки.
За переписом населення України 2001 року в сільській раді мешкали 1624 особи.

### Мова
Розподіл населення за рідною мовою за даними перепису 2001 року:
| Мова       | Відсоток |
| ---------- | -------- |
| українська | 99,63 %  |
| російська  | 0,37 %   |

## Склад ради
Рада складається з 16 депутатів та голови.

## Керівний склад сільської ради
| ПІБ                         | Основні відомості                                                                           | Дата обрання | Дата звільнення |
| --------------------------- | ------------------------------------------------------------------------------------------- | ------------ | --------------- |
| Швець Людмила Володимирівна | Сільський голова, 1975 року народження, освіта, позапартійна                                | 26.03.2006   | 31.10.2010      |
| Мельник Наталія Петрівна    | Сільський голова, 1968 року народження, освіта вища, Всеукраїнське об'єднання «Батьківщина» | 31.10.2010   |                 |

Примітка: таблиця складена за даними джерела